# Diversidad sexual en San Marino
Las personas lesbianas, gais, bisexuales y transgénero (LGBT) en San Marino pueden enfrentar desafíos no experimentados por personas no LGBT. La actividad homosexual, tanto femenina como masculina, es legal desde 2004. Desde 2008, la incitación al odio y la violencia, como asimismo los crímenes motivados por el odio basados en la orientación sexual están penados por la ley.
El 5 de diciembre de 2018, entró en vigencia la ley de unión civil que reconoce legalmente las uniones entre personas del mismo sexo, concediendo derechos similares al  matrimonio, incluyendo la adopción del hijo de la pareja legal. 

## Legislación y derechos de la diversidad sexual y de género

### Legislación sobre la actividad sexual entre personas del mismo sexo
La sodomía se había descriminalizado en San Marino en 1865, siendo uno de los primeros países soberanos en hacerlo. Sin embargo, el nuevo Código Penal de 1975, en su artículo 274, volvió a penalizar con hasta un año de prisión las conductas que pudieran causar escándalo público por cometer actos sexuales con personas del mismo sexo. No existen informes de que se aplicara alguna vez este castigo en San Marino. En 2004 la ley nº 121 derogó el artículo 274 del Código Penal, legalizando de nuevo las relaciones homosexuales en el país.

### Reconocimiento de uniones del mismo sexo
En junio de 2012 el Consejo Grande y General de San Marino aprobó una ley que permite permanecer en el país a las personas extranjeras que tienen una relación con una persona del mismo sexo sanmarinense, aunque no otorga ningún otro derecho a estas parejas aparte de la inmigración.

#### Unión civil
Desde 2018 mediante una unión civil, las parejas del mismo sexo y las familias encabezadas por parejas homosexuales, poseen la mayoría de las protecciones legales disponibles para los matrimonios. La ley otorga a las parejas que se amparen en ella algunos de los derechos reservados a los matrimonios en materia de residencia, ciudadanía, pensiones, asistencia sanitaria, herencia y adopción.
El proyecto de ley fue presentado el 18 de diciembre de 2017 como una iniciativa popular. La primera lectura parlamentaria del proyecto de ley tuvo lugar el 7 de marzo de 2018. El 27 de septiembre, el Consejo Constitucional aprobó la propuesta con algunas enmiendas, por 12 votos favorables y 2 en contra. En segunda lectura, el  15 de noviembre el Consejo Grande y General de San Marino aprobó el proyecto por 40 votos a favor, 4 en contra y 4 abstenciones. La ley fue publicada el 20 de noviembre de 2018 y entró en vigencia el 5 de diciembre del mismo año.

### Adopción
La adopción del hijo por parte del otro miembro de la pareja registrada en una unión civil es legal desde diciembre de 2018.

### Legislación contra la discriminación
No existen leyes de protección contra la discriminación que incluyan a la orientación sexual o la identidad de género. Sin embargo, desde mayo de 2008 la Ley 66 que modifica el artículo 179 del Código Penal de San Marino, agregando el artículo 179bis, incluye la orientación sexual dentro de las categorías protegidas de la incitación a la discriminación, al odio y la violencia, y además como un factor agravante en relación con los crímenes de odio.

## Condiciones sociales
En 2008 se creó la primera asociación LGBT de San Marino con el fin de denunciar las discriminaciones a las que se ven expuestos y conseguir una regulación legal que equipare a San Marino con el resto de países de Europa.